# Má đào thân dài
Má đào thân dài (danh pháp: Aeschynanthus longicaulis) là loài thực vật thuộc họ Tai voi, bản địa Việt Nam, Thái Lan và Malaysia. Cây này cho những cụm hoa màu cam nổi bật trên nền thân cây màu xanh đậm.

## Hình ảnh

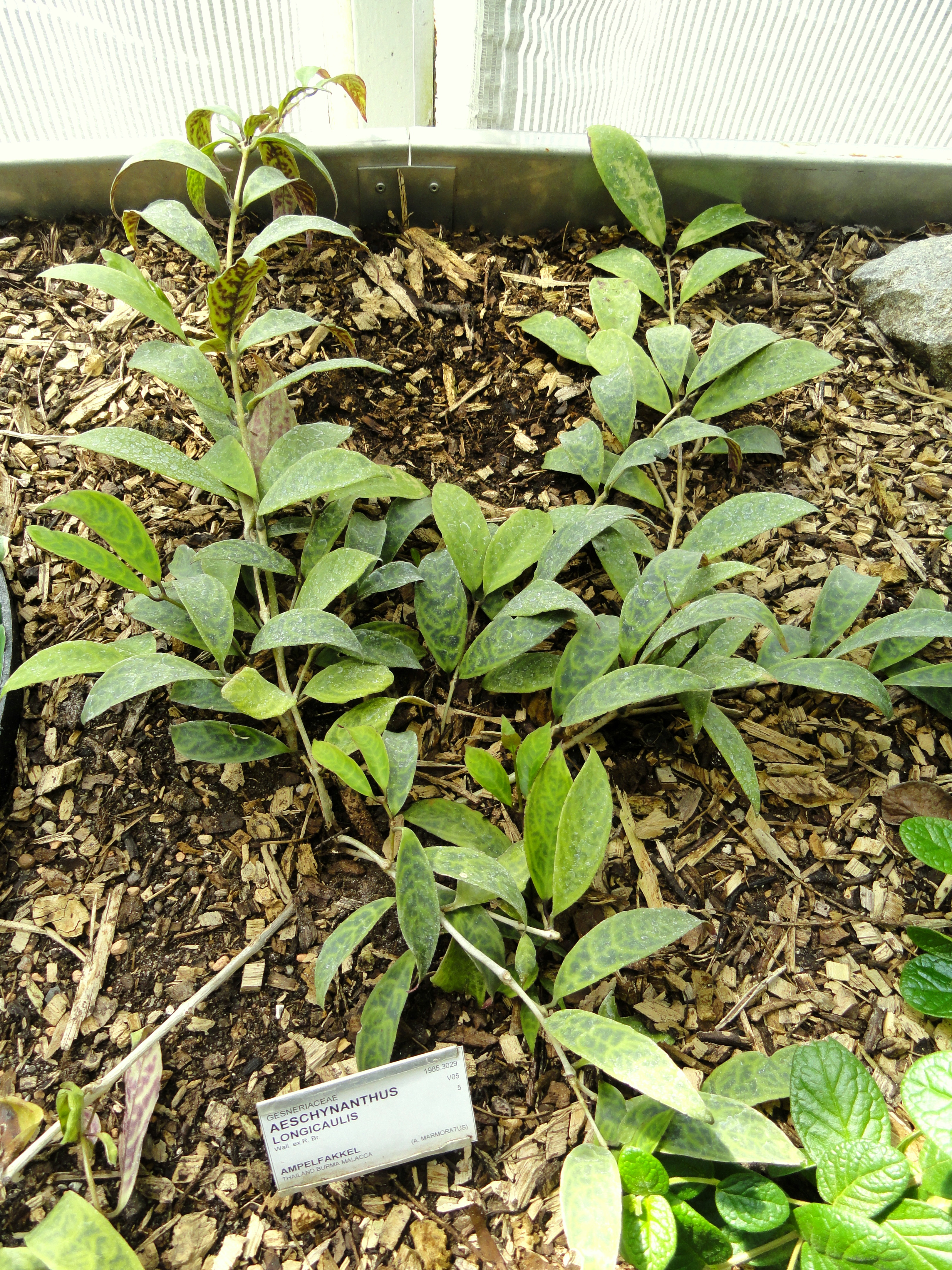